# Benoist de Sinety
Benoist de Sinety est un prêtre catholique français, né le 31 mars 1968 au Mans (Sarthe). 
Il démissionne de ses charges de chanoine titulaire de la cathédrale de Paris et vicaire général de l'archidiocèse de Paris le 30 mars 2021 pour devenir curé de la paroisse Saint-Eubert dans l’archidiocèse de Lille.

## Formation
Benoist de Sinety a fait ses études au séminaire de Paris et il est diplômé d'un baccalauréat en théologie obtenu à l'Institut d’études théologiques à Bruxelles. Il est ordonné prêtre pour le diocèse de Paris en 1997 par le cardinal Jean-Marie Lustiger.

## Ministères
Benoist de Sinety est vicaire à Notre-Dame de Clignancourt de 1998 à 2003, puis coordinateur du Service diocésain initiatives jeunes et aumônier diocésain des Scouts et Guides de France de 2001 à 2005.  
Entre 2003 et 2005, il est le secrétaire particulier du cardinal Jean-Marie Lustiger. 
À partir de 2005, il coordonne les aumôneries étudiantes de Paris en tant que délégué pour la Mission étudiante Catholique en Ile de France (MECI IDF) et assure la charge de vicaire épiscopal pour la pastorale des Jeunes et de responsable du pôle jeunes adultes. 
Il est curé de la paroisse Saint-Germain-des-Prés de 2009 à 2016.
En mai 2016, le cardinal André Vingt-Trois le nomme vicaire général, avec effet au 1er septembre 2016. 
Michel Aupetit, archevêque de Paris, le nomme responsable de la question des migrants à Paris pour l'Église catholique. 
Il est membre du conseil d’administration et du bureau de la Fondation Notre-Dame en tant que représentant de l’Association Diocésaine de Paris. Il présente chaque jeudi un éditorial sur la radio chrétienne RCF.
Benoist de Sinety donne sa démission de l’archidiocèse de Paris le 30 mars 2021. Il est détaché pour une durée de trois ans à l’archidiocèse de Lille où il est nommé curé de la paroisse Saint-Eubert par Laurent Ulrich.

### Personnalités du spectacle
Un nombre important de personnalités du spectacle ou encore de la politique et de l'industrie, cherchent à ce que Benoist de Sinety célèbre leurs mariages, baptêmes ou funérailles.
Benoist de Sinety célèbre les obsèques de Johnny Hallyday en 2017 et de Juliette Greco en 2020.
Le Père Benoist de Sinety est le neveu de Didier Pineau-Valencienne dont il célèbre la messe d'enterrement.

## Ouvrages
- Le cœur de l’homme, quelle pagaille ! : Le bien de tous, Bayard Adulte, 2015, 108 p. (ISBN 978-2227487864)
- Il faut que des voix s’élèvent, Paris/53-Mayenne, Flamarion, 2018, 132 p. (ISBN 978-2081428591)
- La fraternité sinon rien, Salvator, 2021, 200 p. (ISBN 978-2706720918)
- Lazare : Le Ravi, Cerf, 2024, 141 p. (ISBN 978-2204161589)